# Gail Susan Nelson
Gail Susan Nelson (1959) é uma matemática estadunidense, professora de matemática do Carleton College.

## Formação e carreira
Nelson estudou na Universidade de Dakota do Norte. Obteve um Ph.D. em 1988 na Universidade de Minnesota, com a tese Bounds for the Fundamental Solutions of Degenerate Parabolic Partial Differential Equations, orientada por Eugene Barry Fabes. Começou a trabalhar no Carleton College no mesmo ano.

## Livros
Nelson é autora de dois livros-texto de matemática:
- Recurrence and Topology (com John M. Alongi, Graduate Studies in Mathematics 85, American Mathematical Society, 2007), sobre sistemas dinâmicos.[4]
- A User-Friendly Introduction to Lebesgue Measure and Integration (Student Mathematical Library 78, American Mathematical Society, 2015), sobre integral de Lebesgue.[5]

É também editor-in-chief da série de livros "Problem Books" da Mathematical Association of America.